# Gunnar Kalén

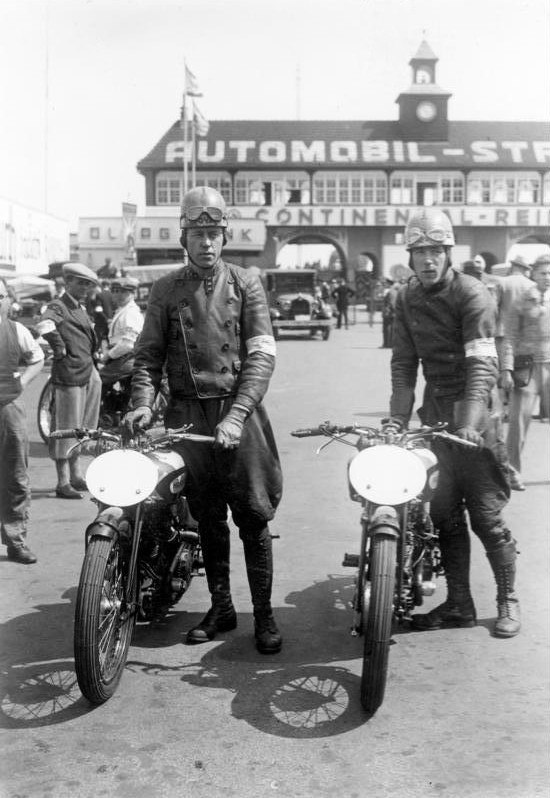
Gunnar Kalén (l.) mit seinem Husqvarna-Teamkollegen Ragnar Sunnqvist 1933 auf der Berliner AVUS.

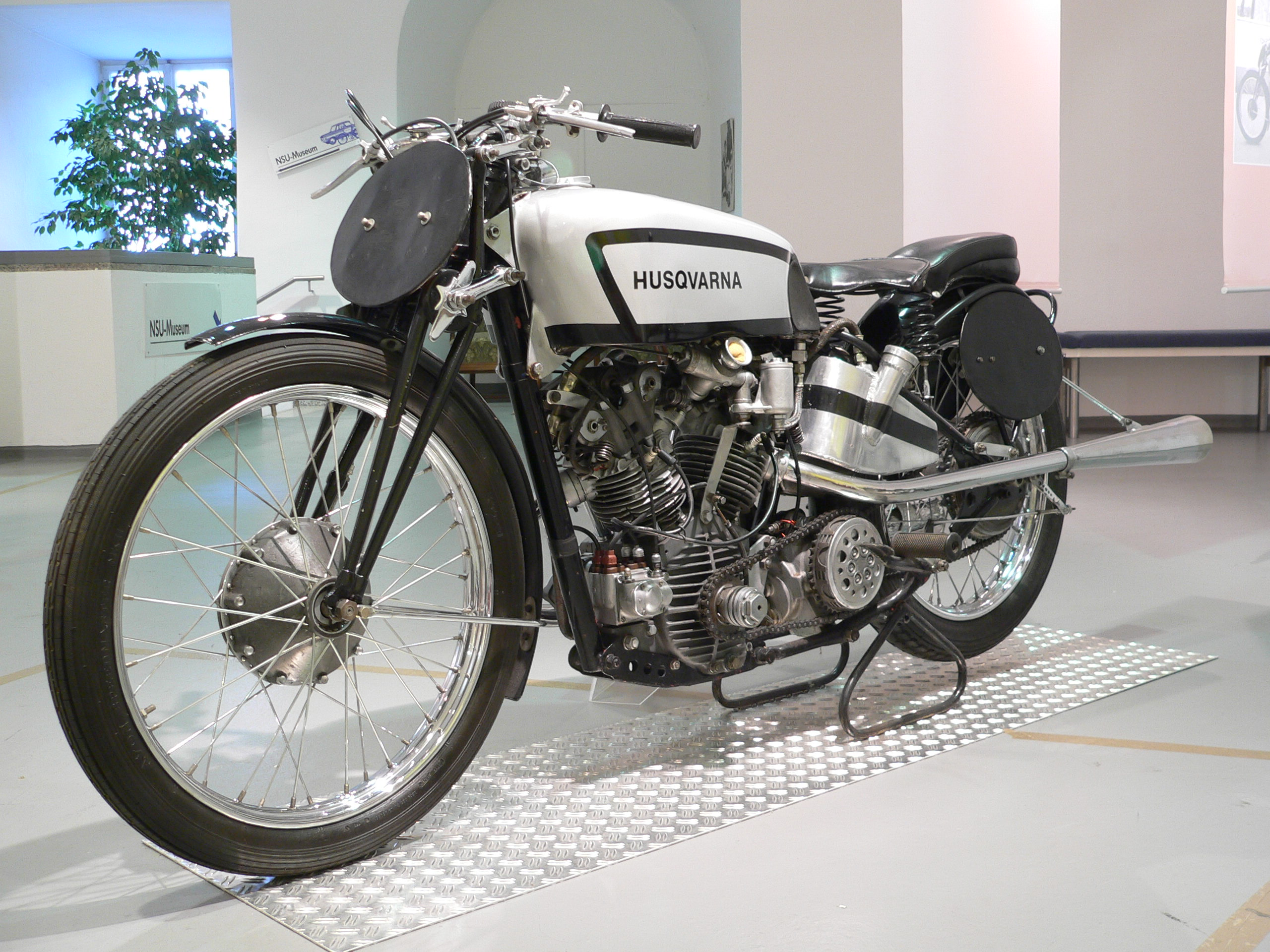
Eine Husqvarna 500 wie sie auch von Kalén pilotiert wurde im Zweirad-Museum Neckarsulm.

Gunnar Kalén (* 17. September 1901 in Gryt bei Linköping, Östergötland; † 1. Juli 1934 in oder bei Hohenstein-Ernstthal, Deutschland) war ein schwedischer Motorradrennfahrer.
Im Jahr 1933 gewann er auf Husqvarna die Europameisterschaft in der 500-cm³-Klasse.

## Karriere
Gunnar Kalén startete in den 1920er Jahren für den belgischen Hersteller Saroléa, für den er 1927 die Schwedische TT in Onsala südlich von Göteborg gewann. Außerdem siegte Kalén bei zwei Ausgaben des Novemberkåsan, nämlich 1923–1928 und 1929–1933.
Ab Beginn der 1930er war der Schwede Werksfahrer beim einheimischen Hersteller Husqvarna, wo er die nur 127 kg schwere, von Folke Mannerstedt entwickelte Husqvarna 500 pilotierte. 1931 und 1932 siegte er damit erneut bei der Schwedischen TT. Außerdem gewann Kalén 1932 auch das Halbliterrennen beim Großen Preis von Finnland in Helsinki. 
Im Jahr 1933 siegte Kalén im Rennen der 500-cm³-Klasse beim Großen Preis von Schweden in Saxtorp, der in diesem Jahr gleichzeitig als X. Großer Preis von Europa der F.I.C.M. ausgetragen wurde. Da zur damaligen Zeit die EM-Titel in nur einem Rennen pro Jahr vergeben wurde, war Kalén damit Europameister der Halbliterklasse.
1934 ging Gunnar Kalén zum einzigen Mal in seiner Laufbahn bei der Tourist Trophy auf der Isle of Man an den Start, schied dabei aber aus.
Am 1. Juli 1934 verunglückte Gunnar Kalén im 500-cm³-Rennen um den Großen Preis von Deutschland, der auf dem Badberg-Viereck, dem heutigen Sachsenring in Hohenstein-Ernstthal stattfand, tödlich. Er verlor an diesem heißen Tag die Kontrolle über seine Maschine, kam von der Strecke ab und prallte gegen einen Pfahl. Der Schwede wurde zurück auf die Piste geschleudert und war auf der Stelle tot.
Neben Kalén verunglückten auch die beiden belgischen FN-Werksfahrer Pol Demeuter und Erik Haps, der unter dem Pseudonym „Noir“ startete, bei dem Rennen tödlich. Vor dem offiziellen Veranstaltungsbeginn war bereits Erich Hirth auf der Strecke gestürzt und zu Tode gekommen. Demeuter hatte erst eine Woche zuvor durch seinen Sieg in Assen Kalén als Halbliter-Europameister abgelöst.

## Statistik

### Erfolge
- 1933 – 500-cm³-Europameister auf Husqvarna

### Rennsiege
(gefärbter Hintergrund = Europameisterschaftslauf)
| Jahr | Klasse  | Maschine      | Rennen                    | Strecke  |
| ---- | ------- | ------------- | ------------------------- | -------- |
| 1927 | 500 cm³ | Saroléa       | Schwedische TT            | Onsala   |
| 1931 | 500 cm³ | Husqvarna 500 | Schwedische TT            | Onsala   |
| 1932 | 500 cm³ | Husqvarna     | Großer Preis von Finnland | Helsinki |
| 1932 | 500 cm³ | Husqvarna     | Schwedische TT            | Onsala   |
| 1933 | 500 cm³ | Husqvarna     | Großer Preis von Schweden | Saxtorp  |